# Music For Life 2007
Music For Life 2007 was de van 19 t/m 24 december 2007 gehouden tweede editie van Music For Life.
Het concept bleef hetzelfde als bij de eerste editie: drie dj's sloten zich zes dagen lang op in het Glazen Huis, van waaruit ze de klok rond radio maakten met enkel de verzoekplaten van de luisteraars. Net als vorig jaar stond het Glazen Huis in Leuven op het Martelarenplein vlak voor het station. De drie presentatoren  waren Peter Van de Veire, Tomas De Soete en Siska Schoeters. Christophe Lambrecht, die er vorig jaar wel bij was, was dit jaar peter van de actie en zat dus als gevolg niet in het Glazen Huis.
De radio-uitzendingen vanuit het Glazen Huis waren van 19 tot 23 december live te volgen op één, van de ochtend tot de middag, in de namiddag voor ‘Buren’ en in de nachtlus. Op 24 december zond één voor een laatste keer vanuit het Glazen Huis uit vanaf 14.55 uur. Om 17.15 uur startte de finale van Music For Life, rechtstreeks vanuit Het depot in Leuven. Een en ander was rechtstreeks volgen op één.
De opbrengst van deze actie ging opnieuw naar het Rode Kruis-Vlaanderen, om het tekort aan drinkbaar water te bestrijden.

## Opbrengst
Dit jaar opende de Vlaamse minister Geert Bourgeois het programma met een schenking van € 150.000. De Vlaamse minister van Openbare Werken en Leefmilieu Hilde Crevits deed er nog eens hetzelfde bedrag bovenop. Ook Sofie Lemaire en Stijn Van de Voorde droegen hun steentje bij aan deze actie, zij skeelerden een elfstedentocht. De tocht van Sofie zag er als volgt uit: Leuven-Tienen-Sint Truiden-Brugge-Hasselt-Diest. De tocht van Stijn: Leuven-Lier-Sint Niklaas-Gent-Dendermonde-Mechelen. In de steden waar Stijn en Sofie overnachtten waren er iedere avond optredens van bekende bands en alles samen leverde dit € 61.000 op voor Music For Life. Maar ook Otto-Jan Ham ging terug op pad, hij ging met een emmer vol water naar de Glazen Huizen in Den Haag en in Genève en probeerde met zo veel mogelijk water terug in Leuven te raken. Otto werd gesponsord door een aantal grote bedrijven (oa. Belgacom, PIDPA) voor het aantal liters dat hij terugbracht naar Leuven op het einde van zijn tocht. Otto kwam zondagavond aan in Leuven met nog 8,5 liter water in z'n emmer. Dit leverde € 45.925 op voor Music For Life.
Karel De Gucht, federaal minister van Buitenlandse Zaken beloofde € 1 miljoen bij te leggen op voorwaarde dat er minstens € 1.000.000 in de pot zat tegen maandag 24 december. In de slotshow van de actie werd bekendgemaakt dat de actie op maandag 24 december € 2.053.568 opgeleverd had. Daarbij kwam nog het geld van de federale en Vlaamse overheid, zodat er in totaal € 3.353.568 bijeengezameld werd.

## Trivia
- De eerste plaat die gekozen werd, was Flux van Bloc Party. Dit lied werd aangevraagd door Louis Tobback, de burgemeester van Leuven. Toen de burgemeester dit lied aanvroeg versprak hij zich en zei "Eeuh, Bloc van de Flux Party", Marcel Vanthilt zette zijn fout recht toen Peter Van de Veire de plaat startte.
- De laatste plaat was Nantes van Beirut. Deze werd verkozen tot plaat van het jaar.
- Net zoals het voorgaande jaar verkleedde Peter Van de Veire zich enkele keren. Zo was hij onder andere verkleed in Karel Kameel, Ridder Ruben de Rode, den dj van JH Flipperende Flapper in Dilbeek, Benny de Banaan, Fabian van Falusda (ballerina), Tatiana de Taart, Freddy Frietjes (een pak friet), Penny de Pinguïn, Professor Neukermans, Harry De Homoseksuele Hamburger, Mega Cindy (de zus van Mega Mindy).